# Andrée Buchmann
Pour les personnes ayant le même patronyme, voir Buchmann.
Andrée Buchmann, née le 11 février 1956 à Mulhouse, est une femme politique française, membre du Parti écologiste. 
Ancienne conseillère régionale d'Alsace, elle est conseillère municipale de Schiltigheim, membre de la chambre des régions du Conseil de l'Europe, présidente du conseil de surveillance de l'Observatoire de la Qualité de l'Air Intérieur et membre du Conseil national de l'air.

## Biographie
Après des études de Lettres, elle devient professeur de français-langue étrangère à l’institut international d’études françaises (IIEF) de l’université Marc Bloch de Strasbourg jusqu'en 1999.

### Engagement associatif et professionnel
Andrée Buchmann commence à militer précocement, dès les années 1970 dans les mouvements de tendance écologiste en Alsace : défense de la forêt rhénane, lutte contre la centrale nucléaire de Fessenheim, bilinguisme, culture d'Alsace, collaboration transfrontalière, etc.
Elle est présidente du Festival Jazz d'Or de 1988 à 2004.
Fondatrice en 1997 de l’association Alsace Qualité Environnement, ONG française chargée de l’information et de la sensibilisation à la Haute qualité environnementale, ainsi que des questions de démocratie participative, elle en occupe la présidence jusqu’à son élection au conseil régional en 2004. 
Entre 1998 et 2000, elle est déléguée Générale de l'Institut européen pour le conseil en environnement, « Eco-Conseil » à Strasbourg, puis, entre juillet 2000 et mars 2001, chargée de mission au Centre International de Formation pour l’Architecture et l’Aménagement de Paris.
Présidente de l'association « Alsace Qualité Environnement », Andrée Buchmann est nommée, en 2002, par Marie-Noëlle Lienemann, alors secrétaire d'État au Logement, membre (au titre des personnalités qualifiées) de la « Conférence permanente habitat-construction-développement durable », poste qu'elle occupera jusqu'en 2006. Elle est, depuis 2001 présidente de l'Observatoire de la Qualité de l'Air Intérieur (OQAI).
En 2005, Andrée Buchmann cofonde l'association Entreprendre Vert, qui regroupe entrepreneurs et entreprises de l'économie verte, dont elle assume la Présidence puis la coprésidence depuis 2008. Elle est aussi vice-présidente du « Forum Carolus », le think-tank européen strasbourgeois.

### Parcours politique
Son engagement écologiste débute au début des années 1970 dès son année de cinquième au lycée, à Altkirch, quand elle adhère à une association qui venait d'être créée à Mulhouse par Antoine Waechter, « Les jeunes amis des animaux et de la nature », elle a participé activement aux manifestations contre la centrale nucléaire de Fessenheim, contre le canal à grand gabarit, et en 1974-1975 contre l'implantation à Marckolsheim d'une usine polluante de la Chemische Werke Munchen. Après avoir milité dès 1974, aux côtés notamment de l'écrivain André Weckmann, pendant ses études de Lettres à l'Université de Strasbourg dans un mouvement régionaliste et écologiste, le Front culturel alsacien, elle participe, avec Antoine Waechter et Solange Fernex, à la création du Mouvement d’écologie politique (MEP) après les élections européennes de 1979, et se présente sous cette étiquette aux élections législatives de 1981. 
Deux ans après avoir participé à la fondation des Verts en 1984, elle en est une des trois seules élues aux élections régionales de 1986. En 1989, elle est également élue conseillère municipale de Strasbourg après une campagne municipale qui lui a permis de se maintenir au second tour, avec 14 % au premier. Sa campagne est alors axée sur l'écologie et la défense de la culture alsacienne. 
Porte-parole des Verts pendant plusieurs années jusqu’en 1994, elle démissionne en 1995 et soutient Lionel Jospin dès le premier tour de l’élection présidentielle plutôt que Dominique Voynet, candidate des Verts. 
Andrée Buchmann ré-adhère aux Verts en 2001 et fait son retour au Conseil régional d'Alsace en 2004. 
Son action politique est marquée, en plus des thématiques environnementales par l'engagement européen, le féminisme ou le bilinguisme. Elle a également été déléguée nationale des Verts chargée des régions.
En 2008, elle est élue aux élections municipales à Schiltigheim sur une liste d'union de la gauche et des écologistes, puis vice-présidente, chargée de l'écologie, du développement durable et du plan climat, de la Communauté urbaine de Strasbourg.
Elle est membre de la chambre des régions du Conseil de l'Europe. Ceci lui permet de participer à la construction de l'Europe des régions. Elle est intervenue pour soutenir activement la création de conseils des jeunes aux niveaux régional et communal.
Elle est candidate commune EELV-PS aux élections législatives de 2012 dans le Bas-Rhin dans la troisième circonscription du Bas-Rhin et échoue de peu, avec 49,01 % des voix au second tour, face au sortant, André Schneider (UMP).
En 2014, elle est réélue comme Conseillère municipale à Schiltigheim sur une liste d'union de la gauche et des écologistes fusionnée au 2e tour et se retrouve dans l'opposition municipale.
Elle est tête de liste aux sénatoriales dans la circonscription du Bas-Rhin où elle arrive en quatrième position avec 6,18 %. Elle n'est pas élue.
Le 8 octobre 2015, elle est nommée secrétaire nationale du nouveau parti Écologistes !.

## Publications
Travaux
- 1993 Le défi écologiste, ouvrage collectif sous la direction de Marc Abelès, Paris, L'Harmattan
- 1994 Changer d'Europe, Andrée Buchmann, Julien Dray, Philippe Herzog, François Hollande, Paris, Syros
- 1995 Territoire Strasbourgeois, Le transfrontalier, moteur de nouvelles citoyennetés, Andrée Buchmann, Dieter Salomon, in Territoires no 354 Expériences en Europe, Citoyenneté sociale, citoyenneté locale
- 1996 Les Eco-constructions dans le domaine scolaire, expériences françaises et étrangères. Rapport pour l'Agence régionale des Énergies Nouvelles et de l'Environnement de la Région Ile-de-France, en collaboration avec Marie- Anne Boudou
- 1997 Pour une politique de la Haute Qualité Environnementale. Rapport établi pour le compte de la région Alsace
- 1998 Le concept du Développement Durable. Pertinence de son extension au milieu urbain. Rapport pour le compte du Parlement Européen
- 1999 Les besoins en qualification dans le domaine de l'Environnement en Alsace. ECO-Conseil pour le Conseil régional d'Alsace
- 2000 Fiches de préconisations (bâtiment-santé) pour la maîtrise d'ouvrage (association HQE)
- 2001 Bâtiment, environnement, santé, rapport pour le compte du Ministère de l'Environnement, en collaboration avec Isabelle Trinquelle
- 2012 Qualité d'air intérieur, qualité de vie. 10 ans de recherche pour mieux respirer. Observatoire de la Qualité de l'air intérieur. Paris, ed CSTB, 2012

Coordination de travaux de publication
- Pour un Habitat Soutenable, Strasbourg, 1995. Écrit en collaboration avec Frédéric Brun
- Pour une politique des Transports dans le Grand Est Européen, Strasbourg, 1997
- Bâtiment et Haute Qualité Environnementale, mode d'emploi à l'usage des maîtres d'ouvrage, Strasbourg, 1998
- Eco-guide professionnel. Chantiers du Bâtiment. ECO-conseil et Alsace Qualité Environnement, 2000
- Les cahiers de la Qualité Environnementale. Écrit en collaboration avec Isabelle Trinquelle
  - no 1 : Mieux Vivre et mieux bâtir avec l'Environnement, Strasbourg, 1998
  - no 2 : Haute Qualité environnementale et coûts de construction, Strasbourg, 1999
  - no 3 : La Haute Qualité Environnementale dans le Bâtiment : les enjeux et les acteurs, Strasbourg, 1999
  - no 4 : Bâtiment et Santé : pour une approche intégrée en France et en Europe, Strasbourg, 1999
  - no 5 : Logement Social et Haute Qualité Environnementale, Strasbourg, 2001
- Collectif, Andrée Buchmann (coordination) et Dr Danièle Coste (collaboration), La pollution intérieure des bâtiments : La connaître pour la prévenir, Weka, coll. « Guide à destination des professionnels et des particuliers », octobre 2002, 120 p. (ISBN 978-2-7337-0206-2)
- Les Cahiers de la Qualité de l'air intérieur- en collaboration avec Céline Roos
  - no 1 : Pollution de l'air intérieur, un enjeu de santé environnementale, Paris, 2004
  - no 2 : Prévention sanitaire et construction, Lyon, 2005
- Construire et planifier pour un développement durable du Rhin supérieur/ Nachhaltiges Planen und Bauen am Oberrhein, Strasbourg/Bâle, 2005. Écrit en collaboration avec Emil Galli (Fribourg). Strasbourg, Salde, 2005

Vidéos
- Construire avec la Haute Qualité Environnementale, Strasbourg, 2000 (Version française et anglaise)
- Conférence Internationale, sustainable building, Maastricht 2000, Strasbourg, 2001

## Récompense
Andrée Buchmann a reçu la Légion d'honneur le 6 juillet 2011.